# Systematisches Verzeichnis der zum Herbar Koorders
Systematisches Verzeichnis der zum Herbar Koorders (abreviado Syst. Verz. (Koord.-Schum.)) es un libro con ilustraciones y descripciones botánicas que fue escrito por; Anna Koorders-Schumacher y publicado en los años 1910 - 1913 con el nombre de Systematisches verzeichnis der zum Herbar Koorders gehörenden, in Niederländisch-Ostindien, besonders in den jahren 1888-1903 gesammelten phanerogamen und pteridophyten nach den original-einsammlungsnotizen und bestimmungsetiketten.